# Романов Артем Геннадійович
Арте́м Генна́дійович Рома́нов (17 травня 1978 — 4 липня 2015) — солдат Збройних сил України, учасник російсько-української війни.

## Життєпис
Закінчив дніпропетровську ЗОШ № 75.
Закінчив Дніпровське вище професійно-технічне училище № 17 за спеціальністю електрик. Працював експедитором на Центральному аптечному складі, м. Дніпро.
Захоплювався військовою реконструкцією, проводив пошуки, займався ідентифікацією солдатів, полеглих під час Другої світової війни. Протягом 25 років був активним вболівальником ФК «Дніпро», псевдо «Пельмень». На волонтерських засадах допомагав Дніпропетровському національному історичному музею ім. Д. І. Яворницького; учасник театралізованої екскурсії про Другу світову війну «Однажды мы будем солдатами».
Брав активну участь у подіях Революції гідності — у складі 19-ї сотні Самооборони Майдану. Мобілізований до лав ЗСУ у серпні 2014 року.
У часі війни — солдат-гранатометник 2-ї штурмової «афганської» роти 24-го окремого штурмового батальйону ЗСУ «Айдар».
4 липня 2015-го зазнав важких поранень під час проведення планового нарощування мінно-вибухових загороджень (підрив на міні) біля 29-го блокпоста на трасі «Бахмутка» поблизу села Донецький. При спробі евакуації важкопораненого солдата Романа Цапа під час повторного вибуху загинули сержант Дмитро Демковський, молодший сержант Іван Смоляр, солдат Дмитро Ковшар. Артем помер від поранень у шпиталі.
Похований у місті Дніпро, Краснопільське кладовище.
Без сина лишилась мама.

## Нагороди
За особисту мужність, сумлінне та бездоганне служіння Українському народові, зразкове виконання військового обов'язку відзначений — нагороджений
- 4 липня 2016 року — орденом «За мужність» III ступеня (посмертно)
- медаллю Української Православної Церкви «За жертовність та любов до України» (посмертно)
- медаллю ГО «Спілка Ветеранів АТО» «За єдність України» (20 травня 2015)
- нагрудним знаком «Гідність та Честь» (посмертно)
- у травні 2016-го в дніпровській ЗОШ № 75 відкрито меморіальну дошку випускникові Артему Романову.